# October
| Recensione    | Giudizio |
| ------------- | -------- |
| AllMusic      |          |
| Ondarock      | 7,5/10   |
| Rolling Stone |          |

October è il secondo album in studio del gruppo musicale irlandese U2, pubblicato il 12 ottobre 1981.

## Descrizione
Durante la realizzazione di quest'album, prodotto da Steve Lillywhite come il precedente Boy, gli
U2 rischiarono di sciogliersi: nello stesso periodo infatti sia li cantante Bono che il chitarrista The Edge, principali autori nella band, divennero membri della setta religiosa "Shalom" e si posero il dubbio se lo stile di vita del rock’n’roll si conciliasse con la fede. Bono in particolare attraversò una profonda crisi mistica alla quale si deve fra l'altro il carattere religioso di alcuni testi del disco, come nei brani I Threw a Brick Through a Window, With a Shout e nel singolo Gloria, il cui ritornello non è altro che una preghiera in latino (Gloria in te domine/gloria exultate).
Il brano Tomorrow racconta il giorno del funerale della madre di Bono, all'epoca del quale il cantante aveva solo 14 anni.

## Promozione
October è stato promosso dai singoli Fire e Gloria, usciti tra luglio e ottobre 1981, oltre che dalla tournée October Tour, partito dallo Slane Castle di Meath il 16 agosto 1981, e conclusosi al Civic Center di San Francisco il 30 marzo 1982.
Il disco ha ottenuto un successo inferiore rispetto al precedente e ai successivi, ed è ad oggi uno dei meno conosciuti del gruppo. I brani presenti in quest'album hanno inoltre trovato poco spazio nelle varie raccolte, fatta eccezione per The Best of 1980-1990, in cui compare come quindicesima traccia il brano October, tuttavia come traccia fantasma.

## Tracce
Testi e musiche di U2.
1. Gloria – 4:14
2. I Fall Down – 3:39
3. I Threw a Brick Through a Window – 4:54
4. Rejoice – 3:37
5. Fire – 3:51
6. Tomorrow – 4:39
7. October – 2:21
8. With a Shout (Jerusalem) – 4:02
9. Stranger in a Strange Land – 3:56
10. Scarlet – 2:53
11. Is That All? – 2:59

CD bonus nella riedizione del 2008
1. Gloria (live)
2. I Fall Down (live)
3. I Threw a Brick Through a Window (live)
4. Fire (live)
5. October (live)
6. With a Shout (BBC version)
7. Scarlet (BBC version)
8. A Celebration
9. J Swallo
10. Trash, Trampoline and the Party Girl
11. I Will Follow (live)
12. The Ocean (live)
13. The Cry/Electric co. (live)
14. 11 O'Clock Tick Tock (live)
15. I Will Follow (live)
16. Tomorrow ('Common ground' Remix)

Le prime cinque tracce sono state registrate all'Hammersmith Palais il 5 dicembre 1982. Le altre tracce live sono state riprese dal Paradise theater di Boston il 6 marzo 1981, ad eccezione di I will follow, registrata ad Hattem, Paesi Bassi, il 14 maggio 1982.

## Formazione
Gruppo
- Bono – voce
- The Edge – chitarra, pianoforte
- Adam Clayton – basso
- Larry – batteria

Altri musicisti
- Vincent Kilduff – uilleann pipes, bodhrán

Produzione
- Steve Lillywhite – produzione
- Paul Thomas – ingegneria del suono
- Kevin Maloney – assistenza tecnica
- Ian Finlay – fotografia
- Ian Cooper – mastering